# Grammy Latino de Melhor Álbum de Música Cristã (língua espanhola)
O Grammy Latino de Melhor Álbum Cristão em Língua Espanhola é entregue anualmente desde 2004, quando a categoria melhor álbum de música cristã foi desmembrada em duas, uma dedicada ao gênero em língua espanhola e outra em portuguesa. O prêmio é entregue para os artistas — solo, duplas ou performances em grupo.
Em 2004, a categoria foi dividida em duas, sendo os lançamentos em língua portuguesa premiados na categoria Melhor Álbum Cristão (Língua Portuguesa) desde então.
Desde a criação desta categoria, Marcos Witt foi o artista mais premiado entre todos os outros, com seis vitórias, seguido por Alex Campos com cinco. 

## Vencedores e indicados

### Melhor Álbum Cristão
| Ano  | Artista(s)          | Obra                | Indicados | Ref. |
| ---- | ------------------- | ------------------- | --- | ---- |
| 2002 | Padre Marcelo Rossi | Paz - Ao Vivo       | - Ileana Garcés – El Amor Tiene Un Valor - Roberto Orellana – Mi Nuevo Amor - Rabito – Viva La Vida - 33 DC – Ven, Es Tiempo de Adorarle |      |
| 2003 | Marcos Witt         | Sana Nuestra Tierra | - Patty Cabrera – Amar A Alguien Como Yo - Funky – Funkytown - Annette Moreno & Jardín – Un Ángel Llora - Perucho – Almas Unidas         |      |

### Melhor Álbum Cristão (Língua Espanhola)
| Ano  | Artista(s)           | Obra                        | Indicados | Ref.  |
| ---- | -------------------- | --------------------------- | --- | ----- |
| 2004 | Marcos Witt          | Recordando Otra Vez         | - Carlos Guzman – En las Alas de Una Paloma - Samuel Hernández – Jesús Siempre Llega A Tiempo - Rojo – 24/7 - Coalo Zamorano – Cosas Poderosas                                                                                                 |       |
| 2005 | Juan Luis Guerra 440 | Para Ti                     | - Marco Barrientos – Viento Mas Fuego - Pablo Olivares – Luz en Mi Vida - Rojo – Día de Independencia - Marcos Witt – Tiempo de Navidad |       |
| 2006 | Marcos Witt          | Dios es Bueno               | - Aline Barros – Aline - Daniel Calveti – Vivo Para Ti - Jesus Adrian Romero – El Aire de tu Casa |       |
| 2007 | Marcos Witt          | Alegría                     | - Blest – Palabras del Alma - Daniel Calveti – Un Día Más - Pablo Olivares – Voy A Entregar Mi Corazón - Pamela – En Español - Paulina Aguirre – Mujer de Fe - Rojo – Con El Corazón En La Mano                                                |       |
| 2008 | Soraya Moraes        | Tengo Sed de Tí             | - Aline Barros – Refréscate! - Alex Campos – Cuidaré de Ti - Jesus Adrian Romero – Ayer Te Ví... Fue Más Claro Que La Luna - Marcos Witt – Sinfonía del Alma                                                                                   |       |
| 2009 | Paulina Aguirre      | Esperando Tu Voz            | - Lucía Parker – Alabanza Y Adoración: Del Corazón - Promissa – Poquito A Poco - David Velásquez – Su Trayectoria - Alan Villatoro Tuyo Soy |       |
| 2010 | Mónica Rodríguez     | Tienes Que Creer            | - Alex Campos – Te Puedo Sentir - Danilo Montero – Devoción - Rojo – Apasionado Por Tí - Jesus Adrian Romero – El Brillo de Mis Ojos - Álvaro Torres – Muy Personal                                                                            |       |
| 2011 | Alex Campos          | Lenguage De Amor            | - Moisés Angulo – Alegrense! - Marco Barrientos – Transformados - Funky – Reset - Ingrid Rosario – Cuan Gran Amor - Tercer Cielo – Viaje a las estrellas - Giuseppe Davi – Amor Y Nada mas                                                     |       |
| 2012 | Marcos Witt          | 25 Concierto Conmemorativo  | - Paulina Aguirre – Rompe El Silencio - Carlos Carcache – Aquí En Tu Presencia - Generasion – Generasion Soy Yo - Jacobo Ramos – Dile Al Corazón Que Camine - Tercer Cielo – Lo Que El Viento Me Enseñó                                        |       |
| 2013 | Alex Campos          | Regreso A Ti                | - Daniel Calveti – Mi Refugio - Lilly Goodman – Amor Favor Gracia - Mónica – Encontré Su Amor - Marcos Vidal – Tu Nombre |       |
| 2014 | Danilo Montero       | La Carta Perfecta - En Vivo | - Amor Mercy – Desde Arriba Todo Se Ve Differente - Lenny Salcedo – Nuevo - Nirlon Sánchez – Es El Tiempo De Dios - Marcos Vidal – Sigo Esperándote - Marcos Witt – Sigues Siendo Dios - Coalo Zamorano – Confesiones De Un Corazón Agradecido | [ 1 ] |
| 2015 | Alex Campos          | Derroche de Amor            | - Marco Barrientos – Amanece - Emmanuel Y Linda – Voy Tras de Ti con Todo - Son by Four – Mujer Frente a La Cruz - Tercer Cielo – Irreversible                                                                                                 |       |
| 2016 | Marcos Vidal         | 25 Años                     | - Christine D'Clario – Eterno (Live) - Generasion – Ciudad de Luz - Alex Sampedro – Alex Sampedro - Emir Sensini – Deseo tu Gloria |       |
| 2017 | Alex Campos          | Momentos                    | - Barak – Generación Radical - Gabriela Cartulano – Tu Amor - Álvaro López and ResQBand – Sol Detente - Jaci Velasquez – Confío |       |
| 2018 | Alfareros            | Setenta Veces Siete         | - Andy Alemany – Tú Primero - Alfareros – Setenta Veces Siete - Daniel Calveti – Habla Sobre Mí - Marcela Gándara – Cerca Estás - Miel San Marcos – Pentecostés (En Vivo)                                                                      | [ 2 ] |
| 2019 | Juan Delgado         | Todo Pasa                   | - Danilo Montero – Mi Viaje (Live) - Gabriela Soto and Big Band – Lluvias De Bendición - Ricardo Torres y Su Mariachi – Padre Mio - Alex Zurdo – ¿Quién Contra Nosotros?                                                                       | [ 3 ] |
| 2020 | Alex Campos          | Soldados                    | - Tony Alonso – Caminemos con Jesús - Amalfi – Único - Arthur Callazans – Atmósfera - Gilberto Daza – ¿Quién Dijo Miedo? - Elevation Worship – A La Medianoche - Hillsong Worship – Hay Más - Jesús Adrián Romero – Origen y Esencia           | [ 4 ] |
| 2021 | Aroddy               | Ya Me Vi                    | - Anagrace – Hora Dorada - Aline Barros – Redención - Majo y Dan – Vida Encontré - William Perdomo – Milagro de Amar | [ 5 ] |
| 2022 | Marcos Witt          | Viviré                      | - Aroddy – Ya Llegó la Primavera - Athenas – Alfa y Omega - Gilberto Daza – ¿Quién Dijo Miedo? (Live) - Jesús Adrián Romero – ¿Cómo Me Ves? | [ 6 ] |
| 2023 | Marcos Vidal         | Lo Que Vemos                | - Barak – Fuego & Poder (Live) - Alex Campos – Vida - Gilberto Daza & Sergio Luis Rodríguez – El Vallenato Se Hizo en el Cielo - Jesús Israel – Hazme Caminar - Jesús Adrián Romero – El Cielo Aún Espera                                      | [ 7 ] |